# Ingrid Hedström
Ingrid Hedström (ur. 1949) – szwedzka dziennikarka i pisarka, autorka dziesięciu powieści kryminalnych.

## Życiorys
Z wykształcenia jest psychologiem. W latach 90. XX wieku była korespondentką w Brukseli. Jest autorką cyklu sześciu powieści z sędzią śledczą Martine Poirot. Za pierwszą część Nauczycielka z Villette otrzymała w 2008 nagrodę Szwedzkiej Akademii Autorów Powieści Kryminalnych za najlepszy debiut. W 2009 druga część Dziewczęta z Villette była nominowana do nagrody Szwedzkiej Akademii Autorów Powieści Kryminalnych za najlepszą szwedzką powieść kryminalną. W 2010 wydała trzecią część Pod ziemią w Villette. Akcja książek z tego cyklu rozgrywa się w Belgii, w fikcyjnym mieście Villette.

## Książki przetłumaczone na język polski (wybór)
- Nauczycielka z Villette, Wydawnictwo Czarna Owca, 2013 (ISBN 978-83-75-54412-1)
- Pod ziemią w Villette, Wydawnictwo Czarna Owca, 2014 (ISBN 978-83-75-54926-3)